# Felix Ehrenhaft
Felix Ehrenhaft (Viena, Imperio austrohúngaro, 24 de abril de 1879 - ibídem, 4 de marzo de 1952) fue un físico austriaco que contribuyó a la física atómica, a la medida de las cargas eléctricas y a las propiedades ópticas de los coloides metálicos. Era conocido por su estilo heterodoxo y controvertido. Su firme iconoclasia fue muy admirada por el filósofo Paul Feyerabend. Ganó el Premio Haitinger de la Academia de Ciencias de Austria en 1917.

## Biografía

### Primeros años
Ehrenhaft nació en Viena, hijo del médico Leopold Ehrenhaft y de Louise Eggar, hija de un industrial húngaro. Ehrenhaft obtuvo su doctorado en la Universidad de Viena en 1903, trabajando en las propiedades ópticas de los coloides metálicos. Tras ello, se convirtió en ayudante de Franz S. Exner.

### Carrera científica
En 1907, aún se discutía sobre la realidad de los átomos, aunque Albert Einstein y Marian Smoluchowski habían investigado recientemente el movimiento browniano en líquidos, que apoyaba fuertemente la teoría atómica. Aunque Theodor Svedberg ya había realizado importantes investigaciones sobre el movimiento browniano en coloides, Ehrenhaft extendió su trabajo a la observación de partículas de plata en el aire. El mayor camino libre medio del aire permitió una prueba más sólida de la realidad de los átomos. Ehrenhaft recibió el Premio Lieben de la Academia de Ciencias de Austria por su trabajo.
Ehrenhaft adaptó sus aparatos para medir la carga elemental y con ello se vio envuelto en una agria controversia con Robert Millikan, al afirmar que había medido una carga eléctrica menor que la de un único electrón. Este debate sin resolver provocó que Millikan fuera obviado para el Premio Nobel de física de 1920. Con el paso del tiempo la controversia se fue apaciguando a medida que más y más físicos se veían convencidos por los resultados de Millikan, pero incluso en 1940, Albert Einstein escribió:

En lo que concierne a sus resultados sobre la carga elemental, no creo en sus resultados numéricos [de Ehrenhaft], pero creo que nadie tiene una idea clara sobre las causas que producen las aparentes cargas subelectrónicas que encontró con cuidadosas investigaciones.

Incluso durante esta controversia, Ehrenhaft continuó realizando importantes y sustanciales contribuciones a la física, incluyendo la demostración de la fotoforesis y otros efectos de la interacción de partículas con la luz. Algunos de estos efectos se pudieron explicar con fenómenos conocidos, pero otros permanecían sin explicación clara. En 1920 se convirtió en profesor de física experimental en Viena, donde era conocido como un investigador concienzudo y un profesor eficaz, aunque tozudo hasta el punto del absurdo. Albert Einstein visitaba frecuentemente su casa. Tras el Anschluss en 1938, Ehrenhaft emigró, primero a Inglaterra y más tarde a Estados Unidos, donde obtuvo la ciudadanía.

### Últimos años
Desde mediados de la década de 1930, el pensamiento de Ehrenhaft empezó a divergir llamativamente de la corriente principal de la física. Observó muchos fenómenos físicos realmente sorprendentes y reproducibles, habitualmente con partículas ultra-microscópicas cerca de los límites de la percepción. Sin embargo, era muy proclive a adoptar teorías alternativas para explicar experimentos que estaban centradas en interacciones y sistemas causales de múltiples factores.
Desde la década de 1940, la visión de Ehrenhaft se hizo cada vez más extrema y estridente, lo que acabó por terminar su amistad con Albert Einstein. Le fue imposible encontrar financiación para su investigación, ni tan siquiera un oído amigo en Estados Unidos. En 1946, volvió a la Universidad de Viena, donde permaneció en su antiguo puesto hasta su muerte. Se volvió cada vez más seguro de que había observado monopolos magnéticos, corrientes magnéticas y magnetólisis, la disociación de líquidos con imanes en lugar de con corrientes eléctricas como en la electrólisis.
Se puede encontrar un resumen del trabajo de su vida en la revista científica austriaca «Acta physica Austriaca» y en un artículo de Rohatschek sobre la fotoforesis.

## Publicaciones
- Ehrenhaft, Felix: Das optische Verhalten der Metallkolloide und deren Teilchengröße, 1903.
- Ehrenhaft, Felix: Über die Messung von Elektrizitätsmengen, die kleiner zu sein scheinen als die Ladung des einwertigen Wasserstoffions oder Elektrons und von dessen Vielfachen abweichen, Kais. Akad. Wiss. Wien, Sitzber. math.-nat. Kl. 119 (IIa) 815–867, 1910
- Ehrenhaft, Felix: Das mikromagnetische Feld, 1926.
- Ehrenhaft, Felix: Die longitudinale und transversale Elektro- und Magnetophorese, Phys. Zeit. 31, 478–485, 1930
- Ehrenhaft, Felix: "Photophoresis and the Influence upon it of Electric and Magnetic fields", Phil. mag. 11 (1931),140–146
- Ehrenhaft, Felix: "Physical and Astronomical information Concerning Particles of the Order of Magnitude of the Wavelength of Light", Journal of the Franklin Institute, vol 230: 381–393 (Sept. 1940)
- Ehrenhaft, Felix and Banet, Leo: "Is there a true magnetism or not" Phil. sci. 8 (1941), 458–462
- Ehrenhaft, Felix: "Stationary Electric and Magnetic Fields in Beams of Light", Nature 147: 25 (4 de enero de 1941).
- Ehrenhaft, Felix: "Photophoresis and Its Interpretation by Electric and Magnetic Ions", Journal of the Franklin Institute, vol 233 (marzo de 1942), pp. 235–255.
- Ehrenhaft, Felix: "The Magnetic Current", Science 94: 232–233 (Sept 5, 1941).
- Ehrenhaft, Felix and Banet, Leo: "The Magnetic Ion", Science 96: 228–229 (Sept. 4, 1942).
- Ehrenhaft, Felix: "The Magnetic Current in Gases", Physical Review 61: 733 (1942).
- Ehrenhaft, Felix: "Decomposition of Matter Through the Magnet (Magnetolysis)", Physical Review 63: 216 (1943).
- Ehrenhaft, Felix: "Magnetolysis and the Electric Field Around the Magnetic Current", Physical Review 63: 461-462 (1943).
- Ehrenhaft, Felix: "Further Facts Concerning the magnetic Current", Physical Review 64: 43 (1943).
- Ehrenhaft, Felix: "New Experiments about the Magnetic Current", Physical Review 65: 62–63 (1944).
- Ehrenhaft, Felix: "Continuation of Experiments with the Magnetic Current", Physical Review 65: 256 (1944).
- Ehrenhaft, Felix: "The Decomposition of Water by the So-Called Permanent Magnet...", Physical Review 65: 287–289 (mayo de 1944).
- Ehrenhaft, Felix: "The Magnetic Current", Nature 154: 426–427 (30 de sept. de 1944)
- Ehrenhaft, Felix: "On Photophoresis, the true magnetic Charge and on helical Motion of Matter in Fields" (Review of his scientific work part 1, en alemán), Acta Physica Austriaca 4: 461–488 (1951).
- Ehrenhaft, Felix: "On Photophoresis, the true magnetic Charge and on helical Motion of Matter in Fields" (Review of his scientific work part 2, en alemán), Acta Physica Austriaca 5:  12–29 (1952).